# تيرينس دونوفان (مخرج)
تيرينس دونوفان (بالإنجليزية: Terence Donovan)‏ هو مصور ومخرج بريطاني، ولد في 14 سبتمبر 1936 في ستيبني في المملكة المتحدة، وتوفي في 22 نوفمبر 1996 في لندن في المملكة المتحدة بسبب شنق.

## وصلات خارجية
- الموقع الرسمي
- تيرينس دونوفان على موقع IMDb (الإنجليزية)
- تيرينس دونوفان على موقع ألو سيني (الفرنسية)
- تيرينس دونوفان على موقع ميوزك برينز (الإنجليزية)
- تيرينس دونوفان على موقع أول موفي (الإنجليزية)
- تيرينس دونوفان على موقع قاعدة بيانات الأفلام السويدية (السويدية)
- تيرينس دونوفان على موقع ديسكوغز (الإنجليزية)
- تيرينس دونوفان على موقع كينوبويسك (الروسية)